# رضاقلی میرزا
رضاقلی میرزا (۱۵ آوریل ۱۷۱۹ – ۱۷۴۷) فرزند ارشد نادرشاه، پادشاه ایران افشاری، بود. پس از تاج‌گذاری پدرش در ۱۷۳۶، رضاقلی در ۱۷ سالگی به‌عنوان فرماندار ایالت مهم خراسان منصوب شد. او طی دوران فرمانداری با چیرگی بر خان‌های سرکش و مبارزاتش تا بخارا به‌منظور پایان دادن به دشمنان پدرش یعنی خانات بخارا، از خود شجاعت نشان داد. نادرشاه پیش از لشکرکشی به سمت هند، رضاقلی را به سمت نایب‌السلطنه ایران منصوب کرد. رضاقلی به‌عنوان نایب‌السلطنه، دوران آرامش و صلح را از آسیب در امان نگه داشت، اما ظالم بود و مالیات می‌گرفت و مردم را به‌اتهام جنایات ناچیز اعدام می‌کرد. او دو مدعی تاج و تخت یعنی تهماسب دوم و عباس سوم را به قتل رساند که با این کار در میان مردم غوغا به پا کرد.
سپس رضاقلی به‌عنوان فرمانده در لشکر پدرش مشغول به خدمت شد، اما رابطهٔ این دو که زمانی سرشار از محبت بود، به‌تدریح بد شد. رضاقلی که مدام از سوی نادر تحقیر می‌شد، از پدرش انتقاد کرد و نادر نسبت به پسرش بی‌اعتمادتر شد. در سال ۱۷۴۲ نادر مورد سو قصد قرار گرفت. او به رضاقلی مشکوک بود که پشت این ترور بوده و به این ترتیب او را نابینا کرد، اما پس از انجام این کار، از اقدام خود پشیمان شد و از پسرش طلب بخشش کرد. رضاقلی تا سال ۱۷۴۷ در قلعه کلات بود تا اینکه توسط پسر عموی خود و مدعی تاج و تخت، یعنی عادل‌شاه کشته شد.
رضاقلی در هنگام زندگی مورد ارزیابی مثبت معاصران خود قرار گرفت. او را حاکمی عادل توصیف کردند، حتی اگر مرتکب ظلم شده باشد. کور شدن او تأثیر زیادی بر پدرش و قلمروش گذاشت. نادرشاه دچار یک فروپاشی روانی شد و به مردی رنجیده و پوچ‌گرا تبدیل گردید و به‌دلیل خودکامگی با شورش‌های بسیاری در سراسر پادشاهی روبه‌رو شد. تاریخ‌نگاران امروزی حدس می‌زنند که رضاقلی بر اساس توانایی‌هایش در تجارت و جنگ، می‌توانست حکمران خوبی برای ایران شود.

## زندگی
هنگامی که نادرشاه به هندوستان می‌رفت رضاقلی خان را به نیابت سلطنت برگزید. هنگامی که شایعه کشته شدن نادرشاه در هند به ایران رسید رضاقلی افشار که نائب السلطنه و ولیعهد نادرشاه بود خود را در یک قدمی سلطنت دید پس برای استحکام حکومتش شاه تهماسب دوم ،شاه عباس سوم و بیشتر اعضای خانواده صفوی را در سبزوار کشت که همین خبر موجب خودکشی همسر رضاقلی، فاطمه‌سلطان بیگم دختر سلطان حسین صفوی شد.
هلندیان گزارش دادند که ولیعهد از پدرش بدتر است چرا که سخت آزمند و خونخواره است و مردم را برای جزئی‌ترین چیزی به دیار مرگ می‌فرستد. او محصلانی برای گرفتن پول از معدود مردم ثروتمندی که باقیمانده بودند فرستاد. رفتار این محصلان چنان ستمگرانه بود که حتی حاکم اصفهان هم جرأت نداشت سخنی برخلاف آن‌ها بر زبان آورد.
پس از آنکه جعلی بودن خبر کشته شدن نادرشاه مشخص شد رضاقلی امید داشت که پس از مراجعت پدر مقام خود را حفظ کند و سلطنت را برای خود نگاه دارد. پس از مراجعت نادر به ایران آنگاه که برای جنگ با لزگیان از راه استرآباد و مازندران عازم شروان گردیده بود در ضمن عبور از جنگلهای مازندران مورد سوء قصد قرار گرفت و گلولهٔ یکی از آن دو بازوی راست او را خراشید و دستش را زخمی کرد.
نادر تصور کرد که رضاقلی میرزا مسبب این توطئه‌است. شاهزاده محاکمه شد و حتی بدو قول دادند که اگر اعتراف کند معاف خواهد شد اما او به بیگناهی خود مُصِر بود. پس از لشکرکشی لزگیها حکم شد رضاقلی را کور کنند و چنین کردند اما نادر بعدها از این عمل خود پشیمان گردید.
شبی نادر در اردوگاه از چادرها بازرسی می‌کرد به چادری رسید که چراغ نداشت، از بیرون چادر پرسید چرا این چادر روشن نیست، یکنفر در چادر جواب داد کسی که کور است روشنایی نمی‌خواهد. نادر از صدا فهمید که پسرش رضاقلی میرزاست بقدری خشمناک شد که فردای آن روز دستور داد کسانی که در امر کور شدن پسرش حضور داشته و مانع نشدند همه را به قتل برسانند.
علیقلی خان برادرزادهٔ نادر که بعد از نادر خود را پادشاه خواند و به علی شاه (عادل شاه) شهرت یافت رضاقلی میرزا و دیگر شاهزادگان را که در کلات بودند یک روز به قتل رسانید و فقط شاهرخ میرزا زنده ماند.
هدایت او را در شمار گویندگان آورده گوید: گاهی بیتی می‌گفته‌است و این رباعی از آن جمله است:
| آن شوخ که از کلبهٔ من پای کشید    |  | می‌رفت و هر آنچه منع کردم نشنید |
| گفتم که بمان به کلبه‌ام گفت که شب |  | در خانهٔ هیچ‌کس نماند خورشید     |

### مرگ
رضاقلی میرزا به سال ۱۱۶۰ ه‍.ق (۱۱۲۶ خورشیدی) کشته شد.

## میراث
از رضاقلی پسر بزرگش شاهرخ‌شاه جان سالم به در برد که در سال ۱۷۴۸ جانشین عادل‌شاه و ابراهیم‌شاه شد و به‌عنوان فرمانروای خراسان حکومت کرد. رضاقلی پس از فاطمه بیگم که ممکن است سه فرزند دیگر نیز به دنیا آورده باشد، هرگز ازدواج نکرد. وجود این سه فرزند قطعی نیست.
هم مورخان معاصر و هم مورخان مدرن هم‌نظرند که کورکردن رضاقلی باعث دگرگونی نادرشاه، هم از نظر حکومت‌داری و هم در شخصیتش بود. این کار نادر را به فروپاشی روانی فاجعه‌باری مبتلا کرد که او را در مسیر تندخویی، هیچ‌انگاری و خشم قرار داد و سرانجام او را به یک دیوانه تشبیه کرد. همچنین حالت روانی نادر باعث رخ دادن شورش‌های متعددی در سراسر کشور در مخالفت با او و حکومت ظالمانه‌اش شد.
مورخان معاصر همگی شخصیت و توانایی‌های رضاقلی را مثبت ارزیابی می‌کنند؛ بنابراین، طبق گمانه‌زنی‌ها، او می‌توانست فرمانروایی شایسته برای مردمش شود و ارتش پدرش را با دانش بازرگانی و سرمایه‌گذاری خود ترکیب کند تا دستگاه اداری سودمندانه‌تری به وجود آورد.